# Blåvaktlar
Blåvaktlar	 (Excalfactoria) är ett litet fågelsläkte i familjen fasanfåglar inom ordningen hönsfåglar med två arter:
- Afrikansk blåvaktel (E. adansonii)
- Asiatisk blåvaktel (E. chinensis)

Vissa auktoriteter inkluderar blåvaktlarna i Synoicus tillsammans med brunvakteln (Synoicus ypsilophorus).